# 斯塔爾喬伊德鄉
45°19′N 26°11′E / 45.317°N 26.183°E
斯塔爾喬伊德鄉（羅馬尼亞語：Comuna Starchiojd, Prahova），是羅馬尼亞的鄉份，位於該國中南部，由普拉霍瓦縣負責管轄，面積83平方公里，海拔高度495米，2007年人口4,484，人口密度每平方公里54人。